# Joan Miquel Oliver
Joan Miquel Oliver Ripoll (Sóller, 1974) es un guitarrista, cantante y escritor en catalán. Es el compositor y guitarrista del grupo Antònia Font. Al mismo tiempo, desarrolla una carrera en solitario. Además, ha publicado un libro de poemas, una novela y una obra de teatro.

## Producción discográfica

### ConAntònia Font
- Antònia Font (1999)
- A Rússia (2001)
- Alegria (2002)
- Taxi (2004)
- Batiscafo Katiuscas (2006)
- Coser i Cantar (2007)
- Lamparetes (2011)
- Vosté és aquí (2013)
- Un minut estroboscopica (2022)

### En solitario
- Droguería Esperança - Odissea 30 000 (2002)
- Joan Miquel Oliver - Surfistes en càmera lenta (2005)
- Joan Miquel Oliver - Sa núvia morta - Hansel i Gretel (single) (2007)
- Banda sonora de la película My Way (2008)
- Arbre que mira farola
- Joan Miquel Oliver - Bombón Mallorquín (2009)
- Concert a París (falso directo con Albert Pla) (2011)
- Banda sonora del libro multimedia Un quilo d'invisible (2013)
- Pegasus (2015)[1]
- Atlantis (2017)
- Elektra (2018)
- Aventures de la nota La (2020)

## Producción literaria
- Odissea trenta mil (poemas), Palma de Mallorca, Lleonard Muntaner Editor, 2002.
- El misteri de l'amor (novela), Barcelona, Empúries, 2008.
- Un quilo d'invisible (teatre), Editorial Empúries, 2013.
- Setembre, octubre i novembre (novela), L’Altra Editorial, 2014[2]
- El misterio del amor (novela), Editorial Barrett, 2016. Traducción al castellano realizada por Jenn Díaz de El misteri de l'amor.